# Jamil Walker
Jamil Walker, né le 21 avril 1981 à Rochester, État de New York, États-Unis, est un joueur américain de soccer.

## Biographie
Il a évolué de 2005 à 2008 avec le club américain de D.C. United avant d'être libéré en mars 2008. Il signe ensuite avec le club des Railhawks de la Caroline.

## Palmarès
Earthquakes de San José
- Vainqueur de la Coupe MLS en 2003

 D.C. United
- Vainqueur du Supporters' Shield en 2006